# グレッグ・ヤイタネス
グレッグ・ヤイタネス（Greg Yaitanes, 1970年6月18日 - ）は、アメリカ合衆国のテレビ及び映画の監督である。twitterでエンジェル投資家としても活動している。

## 主な監督作品

### 映画
- 潜入捜査官 Hard Justice (1995) ビデオ映画
- ザ・クリーナー Double Tap (1997)

### テレビシリーズ
- CSI:マイアミ CSI: Miami (2002-2003, 2005)
  - 第1シーズン第10話「カリスマ教授の異常な生活
  - 第1シーズン第17話「似て非なる殺人」
  - 第3シーズン第14話「妻たちの危険な情事」

- デューン/砂の惑星II Frank Herbert's Children of Dune (2003) 計3話のミニシリーズ

- コールドケース 迷宮事件簿 Cold Case (2003-2004)
  - 第1シーズン第6話「ハレー彗星」
  - 第2シーズン第5話「ブレスレット」

- LOST Lost (2004-2005, 2009)
  - 第1シーズン第9話「孤独の人」
  - 第1シーズン第14話「運命の子（英語版）」
  - 第5シーズン第10話「理由（英語版）」

- Dr.HOUSE House (2004-2012) 兼製作総指揮（計41話）
  - 第1シーズン第5話「疑惑」
  - 第2シーズン第5話「嘘つき親子」
  - 第2シーズン第18話「睡眠不足（英語版）」
  - 第4シーズン第15話「ハウスの脳（英語版）」
  - 第5シーズン第5話「幸運の13番」
  - 第5シーズン第7話「診察拒否」
  - 第5シーズン第15話「神を信じない神父（英語版）」
  - 第5シーズン第21話「突然の別れ（英語版）」
  - 第5シーズン第22話「2人のハウス（英語版）」
  - 第5シーズン第24話「脳からのメッセージ（英語版）」
  - 第6シーズン第3話「ネット診断（英語版）」
  - 第6シーズン第5話「カルマ（英語版）」
  - 第6シーズン第7話「嘘だらけの夜（英語版）」
  - 第6シーズン第9話「平凡な天才（英語版）」
  - 第6シーズン第19話「愛人（英語版）」
  - 第6シーズン第16話「潜在意識（英語版）」
  - 第6シーズン第22話「がれきの下（英語版）」
  - 第7シーズン第1話「恋は嵐のように（英語版）」
  - 第7シーズン第3話「結末のない小説（英語版）」
  - 第7シーズン第5話「奇跡の血（英語版）」
  - 第7シーズン第8話「はりつけの刑（英語版）」
  - 第7シーズン第13話「2つの寓話（英語版）」
  - 第7シーズン第15話「ノックアウト（英語版）」
  - 第7シーズン第21話「八百長」
  - 第7シーズン第23話「爆発」
  - 第8シーズン第1話「囚人ハウス」
  - 第8シーズン第3話「金持ちな患者」
  - 第8シーズン第6話「Parents」
  - 第8シーズン第9話「Better Half」
  - 第8シーズン第11話「Nobody's Fault」

- クローザー The Closer (2005)
  - 第1シーズン第6話「ネットに流された殺意」

- CSI:ニューヨーク CSI: NY (2005)
  - 第1シーズン第11話「3つの偶然」

- エイリアス Alias (2005)
  - 第4シーズン第16話「スローン 2」

- BONES Bones (2005-2006)
  - 第1シーズン第1話「墓地の眠れぬ魂（英語版）」
  - 第1シーズン第9話「過去からのプレゼント（英語版）」
  - 第1シーズン第10話「自分を消し去った女（英語版）」

- プリズン・ブレイク Prison Break (2006, 2008)
  - 第1シーズン第16話「フォックスリバーへの道（英語版）」
  - 第2シーズン第11話「ボリショイ・ブーズ（英語版）」
  - 第3シーズン第11話「7人の夜」

- グレイズ・アナトミー 恋の解剖学 Grey's Anatomy (2007)
  - 第3シーズン第11話「父との六日間 PartI」
  - 第3シーズン第12話「父との六日間 PartII」

- ダメージ Damages (2007, 2009)
  - 第1シーズン第2話「隠しごと」
  - 第2シーズン第6話「やり残した仕事」

- HEROES Heroes (2007-2009)
  - 第2シーズン第9話「父の教え（英語版）」
  - 第3シーズン第9話「前兆（英語版）」
  - 第3シーズン第20話「救出（英語版）」

- トワイライト・ゾーン The Twilight Zone （2019- ）
  - 第1シーズン第2話「三万フィートの戦慄」
- バンシー Banshee (2013-2015)
  - 第1シーズン第1話「パイロット」
  - 第1シーズン第4話「片耳を失うのは死ぬよりマシ」
  - 第1シーズン第8話「永遠に生きるべき」
  - 第2シーズン第1話「雑魚」
  - 第2シーズン第2話「雷鳴の男」
  - 第2シーズン第9話「ホームカミング」
  - 第2シーズン第10話「弾丸と涙」
  - 第3シーズン第7話「死人からは逃れられない」
  - 第3シーズン第8話「ありったけの知恵」
- ハウス・オブ・ザ・ドラゴン House of the Dragon (2022-)
  - 第1シーズン第2話 『王弟』